# Aram Khatjaturjan
Aram Ilitj Khatjaturjan (armensk: Արամ Եղիայի Խաչատրյան, russisk: Ара́м Ильи́ч Хачатуря́н, tr. Aram Ilitj Khatjaturjan; født 6. juni 1903, død 1. maj 1978) var en sovjetisk/armensk komponist.
Han var en af Sovjetunionens mest spillede komponister.
Hans farverige og sprudlende balletpartiturer samt hans klaverkoncerter er stærkt præget af hans hjemlands musik og er blevet populære både i øst og vest.
Ét af hans mest kendte musikstykker er fra balletten Gajane, hvor den berømte Sabeldans stammer fra.
Khatjaturian har også skrevet filmmusik, en violinkoncert samt tre symfonier.
Aram Khatjaturjans nevø er den armenske komponist, lærer og pianist Karen Khatjaturjan (1920-2011).

## Udvalgte værker
- Symfoni nr. 1 (1934) - for orkester
- Symfoni nr. 2 "Med Klokker" (1943 rev. 1944) - for orkester
- Symfoni nr. 3 "Symfonisk digtning"(1947) - for 2 orgler og orkester
- Klaverkoncert (1936) - for klaver og orkester
- Violinkoncert (1940) - for violin og orkester
- Cellokoncert (1946) - for cello og orkester
- Spartacus (1956, anden udgave - 1958, tredje udgave - 1962, fjerde udgave - 1968) - ballet
- Gayane (1942, anden udgave - 1952) - ballet